# Calum Butcher
Calum Butcher (født 26. februar 1991 i Rochford, Essex) er en Engelsk fodboldspiller, der spiler for London-klubben Millwall F.C.
Han har tidligere spillet for bl.a. Tottenham Hotspur, Barnet F.C. og danske FC Hjørring.